# Terminalia reitzii
Terminalia reitzii é uma árvore brasileira considerada endêmica da Mata Atlântica de Santa Catarina , restrita ao vale do médio-Itajaí e à Serra do Nadador.